# Front populaire (Estonie)
Pour les articles homonymes, voir Front populaire.

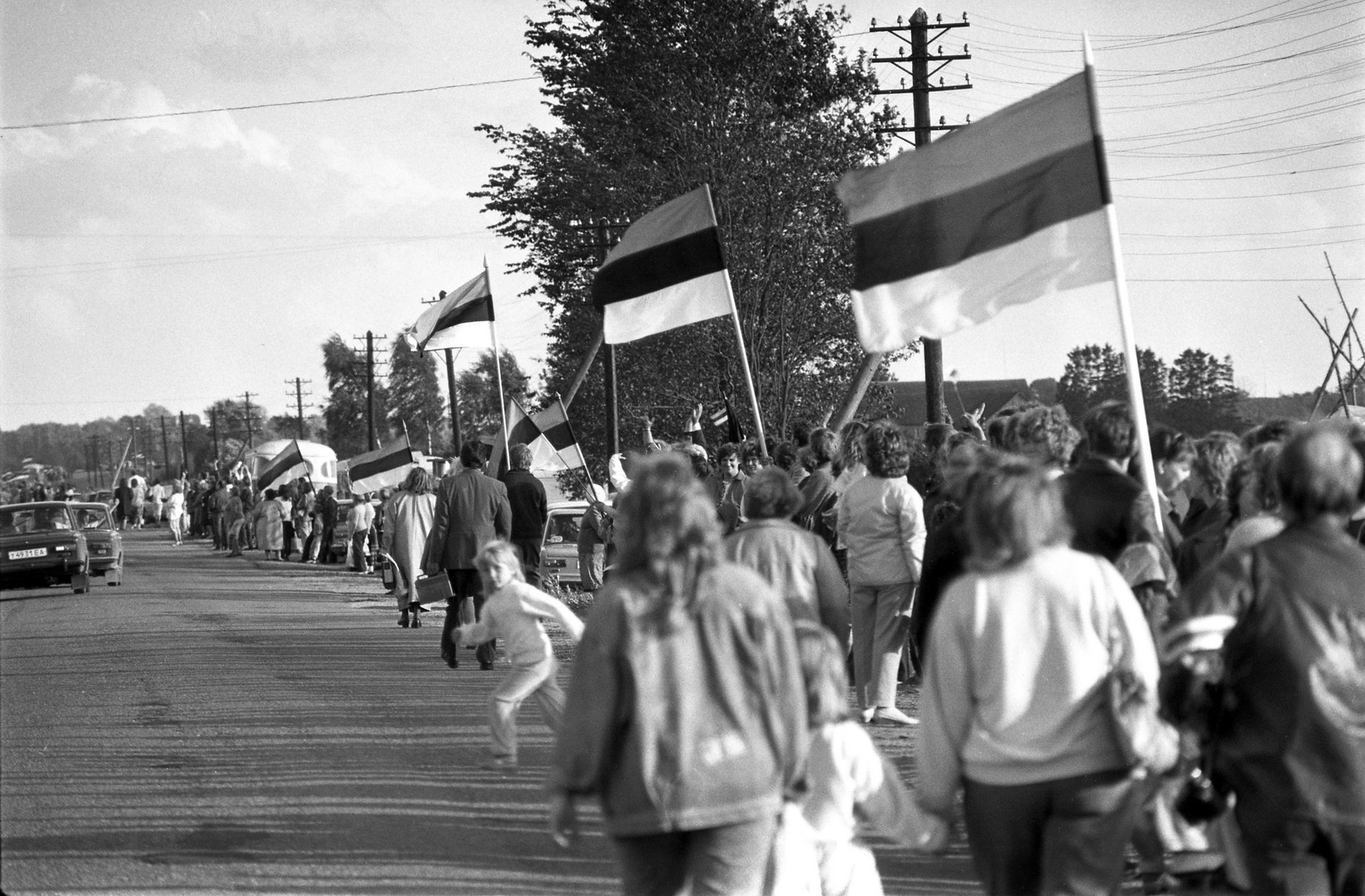
Balti kett.

Le Front populaire d'Estonie (en estonien : Rahvarinne) est le nom porté par plusieurs coalitions de partis de gauche. Cette expression de Eugen Fried, datant de 1935, caractérise des accords passés entre des partis de gauches (socialistes, communistes, syndicats, mouvements intellectuels) afin de lutter contre la montée de l'extrême-droite ou du fascisme, à la suite des crises provoquées par la Grande Dépression de 1929.
En Estonie, il fut plus virulent, notamment en termes de fascisme. À l'époque, l'extrême droite était très importante en Estonie, le Front populaire a eu beaucoup de mal à s'introduire malgré de très grandes campagnes électorales et législatives.
Il participa aux événements de janvier de 1991 en Estonie, qui virent la résistance des Soviétiques russes à l'indépendance.